# Richard Barker
Richard Iván Barker Vera (Esmeraldas, 14 de marzo de 1971) es un actor de teatro y presentador de televisión ecuatoriano. Inició en el Taller de Arte Popular "Raíces" a los doce años y formó parte del grupo de danza afro "La Catanga". Saltó a la fama por su participación en la serie Mis Adorables Entenados. 
Fue presentador de Ecuavisa, TC Mi Canal y RTS; actualmente realiza producciones independientes en modalidad microteatro junto a sus diferentes personajes.[cita requerida]

## Biografía
A los 12 años formó parte de un grupo de marimba llamado 'La Catanga', después de unos meses el grupo teatral La Mueca decide presentar la obra musical latina de Rubén Blades, Maestra vida. En el transcurso del montaje de la obra, deciden producir Me la gane por Diosito santo, una obra cómica que tenía personajes que pretendían reflejar la realidad de la sociedad ecuatoriana. Luego llega a la televisión con Mis adorables entenados en 1986.[cita requerida]
Tiempo después actuó y dirigió una telenovela llamaba Blanco y negro, para luego convertirse en el conductor del programa matinal 'Está Clarito', que luego fue llamado 'En Contacto', transmitido por Ecuavisa, canal al que renunció en 2009. Meses después arribó a 'De Casa en Casa' en TC Mi Canal, para luego salir de esa casa televisiva en 2015.
En el 2006 decide terminar sus estudios y en el 2007 se gradúa de bachiller.  
En 2018, tras años de idas y venidas en la televisión ecuatoriana, firmó contrato con RTS donde formaría parte del noticiero. Sin embargo, no llegó a un acuerdo con los directivos.  
Se casó con la actriz Maribel Solines, con la que procreó dos hijos, Matías (1999) y Sebastián en (2000). Por su parte, Richard Barker también es padre de Joselyn (1995), fruto de su relación con Emma Hidalgo. Actualmente se encuentra divorciado.  
Fue candidato a asambleísta por la provincia del Guayas, en representación del Partido Roldosista Ecuatoriano para las elecciones legislativas de 2013, aunque no quedó electo. Para las elecciones legislativas de 2021 vuelve a ser candidato a asambleísta por el distrito 1 de la provincia del Guayas, esta vez en representación del movimiento Democracia Sí.

### Problemas por abuso de sustancias
Durante muchos años sus dificultades con las drogas y alcohol mantuvieron al actor con problemas de salud y económicos. Su estabilidad emocional se vio afectada, lo que lo llevó a ser internado en una clínica de rehabilitación el 17 de febrero de 1998. Después de mes y medio de internamiento, Richard Barker decide dejar su pasado atrás y orientar a jóvenes a través de talleres de prevención de alcohol y drogas.[cita requerida]

## Trayectoria

### Ecuavisa
- Mis Adorables Entenados (1987-1989)
- De la vida real (Conductor) (2005)
- Está Clarito (Conductor) (2002-2006)
- En contacto (Conductor) (2006-2010)
- Kliffor (Kliffor) (2006)
- Improvisa (Conductor) (2007)

### RTS
- La feria de la alegría
- Los duros del humor
- La fiesta del gol (2018)
- La noticia en la comunidad (2018)

### SíTV(hoy Canal Uno)
- Amores en el mercado
- Juegos de manos
- El show de Perlita Perol
- Blanco y negro
- Wacho Supermercado

### TC Mi Canal
- De casa en casa (2010 - 2015)
- DespiérTC (noticiero de la comunidad) (2011)
- Los capos de la risa (2012)
- Granados en pijamas (2011 - 2013)
- Apuesto Por ti (2014)
- Desempleo Camello seguro (programa que duró muy poco en el aire entre 2000-2001 aprox.)

### Gama TV
- Las Mañanitas (2016)